# The Soviet Story
The Soviet Story ist ein Dokumentarfilm aus dem Jahr 2008 über den sowjetischen Kommunismus und die sowjetisch-deutsche Zusammenarbeit vor 1941. Regie führte der Lette Edvīns Šnore, der auch das Drehbuch verfasste. Gesponsert wurde der Film von der UEN-Fraktion des Europäischen Parlamentes.
Der Film lässt westliche und russische Historiker zu Wort kommen wie Norman Davies und Boris Sokolow, den Autor Viktor Suworow, den Sowjet-Dissidenten Wladimir Bukowski, Mitglieder des Europäischen Parlamentes sowie Täter und Opfer des sowjetischen Terrors der Stalin-Ära.
Der Film argumentiert, dass es enge philosophische, politische und organisatorische Verbindungen zwischen dem nationalsozialistischen und sowjetischen System vor und während des frühen Stadiums des Zweiten Weltkriegs gegeben habe. Er thematisiert die Große Säuberung, den Holodomor, den Molotow-Ribbentrop-Pakt, das Massaker von Katyn, die Gestapo-NKWD-Zusammenarbeit, die sowjetischen Massendeportationen und die medizinischen Experimente in den Lagern des Gulag.
Im Juli 2011 erschien eine deutschsprachige Fassung des Films beim Kopp Verlag auf DVD, nachdem sich hierfür drei Jahre lang kein Vertrieb im deutschsprachigen Europa gefunden hatte. Der deutsche Titel lautet Sowjet-Story.

## Filmpreise
- Beim Boston Film Festival 2008 bekam  The Soviet Story den Mass Impact Award
- 2009 erhielt der Film den lettischen Lielais Kristaps-Preis als bester Dokumentarfilm[1]
- Der Regisseur wurde für den Film mit dem lettischen Drei-Sterne-Orden und dem estnischen Orden des Marienland-Kreuzes.[2] ausgezeichnet.